# Andrij Didenko
Andrij Hawryłowycz Didenko (ukr. Андрій Гаврилович Діденко; daty życia nieznane) – hetman kozaków rejestrowych w 1632 roku. 
Brał udział w powstaniu Fedorowicza. Hetmanem wybrany został w miejsce propolskiego Iwana Petrażyckiego-Kulahy, w dużej mierze dzięki wsparciu prawosławnego metropolity kijowskiego Izajasza. Funkcję sprawował krótko; pod naciskiem Polaków został jej wkrótce pozbawiony.  Dalsze jego losy pozostają nieznane. 